# Hexatriacontan
Hexatriacontan ist ein langkettiges, unverzweigtes und gesättigtes Alkan. Es gehört dabei zur Gruppe der höheren Alkane.

## Darstellung und Gewinnung
Eine Herstellung gelingt durch die Wurtzsche Synthese aus Octadecyliodid und Natrium.
{\displaystyle {\ce {2 C18H37I + 2 Na -> C36H74 + 2 NaI}}}

## Eigenschaften
Hexatriacontan tritt in drei polymorphen Kristallformen auf. Die Form I schmilzt bei 76 °C mit einer Schmelzenthalpie von 88,74 kJ·mol−1. Dem Schmelzpunkt sind zwei Festphasenübergänge vorgelagert. Bei 72 °C erfolgt die Umwandlung der Form III zur Form II, bei 74 °C die Umwandlung von Form II zu Form I. Bei Raumtemperatur ist die Kristallform III die thermodynamisch stabile Form. Die Verbindung kann in  monoklinen Kristallgittern für die Formen II und III und einem orthorhombischen Kristallgitter für Form I auftreten.
Die Dampfdruckkurve lässt sich im Temperaturbereich von 452 K bis 516 K mit der August-Gleichung als log10(p) = A−(B/T) (p in kPa, T in K) mit A = 14,67 und B = 8228 beschreiben. Die Verdampfungsenthalpie beträgt 157 kJ·mol−1.
Die Verbindung ist mit Heptan unbegrenzt mischbar. Die Löslichkeitskurve zeigt bei niedrigen Temperaturen nur einen geringen Gehalt an Hexatriacontan, der mit steigender Temperatur sehr schnell ansteigt.

## Verwendung
Hexatriacontan wird als Standard in der Festkörper-NMR-Spektroskopie eingesetzt.